# Kozuby (województwo opolskie)
Kozuby – wieś w Polsce, położona w województwie opolskim, w powiecie namysłowskim, w gminie Pokój.

Do 2024 r. miejscowość była częścią wsi Domaradz. W latach 1975–1998 Kozuby administracyjnie należały do ówczesnego województwa opolskiego.